# Acorn Computer Archimedes A5000
Acorn Computer Archimedes A5000 (Archimedes A5000) је био професионални рачунар фирме Acorn Computer који је почео да се производи у Уједињеном Краљевству од 1991. године.
Користио је 32-битни ARM 3 RISC као микропроцесор. RAM меморија рачунара је имала капацитет од 2 до 4 MB. 
Као оперативни систем кориштен је RISC OS 3, касније 3.11 (у ROM).

## Детаљни подаци
Детаљнији подаци о рачунару Archimedes A5000 су дати у табели испод.
|                       |                                                                                  |
| [ 1 ]                 |                                                                                  |
| Произвођач            |                                                                                  |
| Тип                   | професионални рачунар                                                            |
| Меморија              | 2 до 4 MB                                                                        |
| Поријекло             | Уједињено Краљевство                                                             |
| Година                | 1991                                                                             |
| Тастатура             | Пуни помак, 102 тастера, PC-стил                                                 |
| Процесор              | 32-битни                                                                         |
| Фреквенција процесора | 25 или 33                                                                        |
| RAM                   | 2 до 4 MB                                                                        |
| ROM                   | 2 MB                                                                             |
| Текст                 | 80 стубова x 25 линија све до 132 x 32                                           |
| Графика               | VGA видео излаз. Неколико графичких модова. Између њих 640 x 256 или 512 пиксела |
| Боја                  | 4096                                                                             |
| Звук                  | 8 гласова синтисајзер                                                            |
| Димензије             | 43 (ширина) x 33,5 (дубина) x 9,8 (висина)                                       |
| Портови               |                                                                                  |
| Оперативни систем     | 3, касније 3.11 (у ROM)                                                          |